# Hay Lake, Minnesota
Xã Hay Lake (tiếng Anh: Hay Lake Township) là một xã thuộc quận St. Louis, tiểu bang Minnesota, Hoa Kỳ. Năm 2010, dân số của xã này là 83 người.